# Jean-François Boyer (producteur)
Pour les articles homonymes, voir Jean-François Boyer et Boyer.
Jean-François Boyer, né à Lyon le 25 juin 1959, est un producteur de télévision. Historien de formation, il travaille dans le milieu politique puis dans les médias. De 1998 à 2004, il a été président du directoire du groupe Telfrance. Depuis septembre 2004, il est l'actionnaire principal du groupe indépendant de production audiovisuelle Tetra Media Studio.

## Biographie
Fils de Jacques Boyer, industriel, et de Nicole Boyer, née Midan, il est diplômé de l'Institut d'études politiques de Paris (1983), licencié en Droit, maîtrise d'histoire. Admissible à l'ENA, il met fin à la préparation d'une thèse de doctorat d'histoire sous la direction de François Furet à l'École des hautes études en sciences sociales pour devenir chef de cabinet d'Alain Carignon, Ministre de l'Environnement de 1986 à 1988.
Après un début de carrière dans plusieurs sociétés de service aux collectivités locales, il devient directeur commercial des groupes de bâtiment Guerra Tarcy de 1990 à 1992 puis SAE-France de 1992 à 1993.
En 1993, il rejoint Philippe Douste-Blazy comme conseiller du Ministre de la Santé et initie notamment plusieurs campagnes de santé publique tels que le préservatif à 1 Franc, le Sidaction mais aussi la mort subite du nourrisson. Il devient conseiller auprès du ministre de la Culture Philippe Douste-Blazy en 1995, puis directeur général de l'Institut pour le financement du cinéma et des industries culturelles (IFCIC) qu'il quitte en avril 1998.
De 1998 à 2004, il redresse et développe le groupe indépendant de production audiovisuelle Telfrance, et crée une société de distribution intégrée 2001 Audiovisuel.
Il produit ou initie notamment Plus belle la vie, PJ, Les Cordier, juge et flic, Louis la Brocante, Sœur Thérèse.com, mais aussi le magazine Les Maternelles pour France 5, ou encore des documentaires comme Ils ont filmé la guerre en couleurs de René-Jean Bouyer.
En septembre 2004, il quitte Telfrance pour reprendre le groupe Tetra Media qu'il rebaptise en Tetra Media Studio, fédérateur de producteurs de fictions, documentaires et magazines. Il développe et produit des séries comme La Commune (Canal+), Un village français (France 3), La Commanderie (France 2), Les Hommes de l'Ombre (France 2), Profilage (TF1), Falco (TF1), Irresponsable (OCS), des documentaires (Le mystère Malraux, Hillary et Bill), des divertissements (jeu quotidien Sudokoo sur France 2 et France 3, Les petits chanteurs à la croix de bois) et des magazines (Toute la nuit ensemble : 7 heures d'émission en direct chaque nuit des vendredis de France 5 durant deux saisons).
Par ailleurs, il rachète, dès 2005, la société de production audiovisuelle Gema (Madame la Proviseure) et crée avec son fondateur, le producteur Stéphane Marsil, Beaubourg Audiovisuel qui produit notamment Équipe médicale d'urgence, série de 52 minutes pour France 2.
Il crée, début 2007, avec Marc Missonnier et Olivier Delbosc, producteurs de cinéma, Fidélité TV qui produit notamment pour Canal+ la série Pigalle, la nuit, réalisée par Hervé Hadmar.
En 2009, il produit la série Un village français sur France 3. Finalement, la série comptera sept saisons soit 72 × 52 min.
En 2009, toujours il produit la série Profilage (52 min), diffusée sur TF1. La série compte aujourd'hui 74 épisodes sur 7 saisons.
En 2011, il lance le magazine culturel quotidien Entrée libre diffusé sur France 5 présenté par Laurent Goumarre, puis Claire Chazal.
En 2012, la série Les Hommes de l'ombre, avec Nathalie Baye, est diffusée sur France 2. Trois saisons seront produites (18 × 52 min).
En 2016, il produit deux nouvelles séries : Amnésia, une série de 10 × 10 min pour Studio + et Irresponsable, une série de 10 × 26 min diffusée sur OCS. Il produit aussi une collection de comptines pour enfants pour France Télévisions : Les Amis de Boubi.
Jean-François Boyer a été vice-président de l'Union syndicale de la production audiovisuelle (USPA) jusqu'en 2016. Il est Président de l'association pour la promotion de l'audiovisuel (APA) qui organise depuis 2004 la Journée de la Création TV en partenariat avec la commission des Affaires culturelles du Sénat, diffusée depuis l'origine sur Public Sénat.

## Filmographie

### Comme producteur à Telfrance
- 1998 à 2004 : Les Cordier, juge et flic, série de 72 × 90 min, créée en 1992 pour TF1 et produite jusqu’en 2007.
- 1998 à 2004 : PJ, série de 130 × 52 min, produite de 1997 à 2007 pour France 2.
- 1998 à 2004 : Louis la Brocante, série de 35 × 90 min, créée en 1997.
- 1999 : Tramontane, série de 5 × 90 min, réalisée pour TF1 par Henry Helman.
- 1999 : La Secrétaire du Père Noël, film TV de Dagmar Damek pour France 2.
- 1999 : Collection Petites Caméras pour Arte (6 × 90 min) et notamment Nationale 7 de Jean-Pierre Sinapi.
- 2000 : Clément, d’Emmanuelle Bercot (Arte) [Prix de la Jeunesse au Festival de Cannes 2001].
- 2000 : L’Institutrice, de Henry Helman pour TF1.
- 2000 : Sandra et les siens, de Paul Planchon (2 × 100 min) pour TF1.
- 2000 : Scènes de crimes, coproduction amorcée du film cinéma réalisé par Frédéric Schoendoerffer.
- 2000 : Buffalo Bill : Le rêve indien, documentaire de Jean-Christophe Jeauffre.
- 2001 : Méditerranée, feuilleton d’été de 5 × 100 min réalisé par Henry Helman pour TF1.
- 2001 : Les Semailles et les moissons (2 × 90 min) réalisé par Christian François pour France 2.
- 2001 : Division d’Honneur, film TV réalisé par Jean-Marc Vervoort pour France 3.
- 2001 : Le Prix de la vérité (3 × 45 min) réalisé par Joël Santoni pour TF1.
- 2001 : L’Insoumise, série de 10 × 90 min, réalisée par Claude d’Anna pour France 3 jusqu’en 2004.
- 2001 : Ghadames, la perle du Sahara, documentaire de Feriel et Hanane Ben Mahmoud.
- 2001 : Sœur Thérèse.com, début de la série de 14 × 90 min pour TF1.
- 2002 : La Faux, réalisé par Jean-Dominique de La Rochefoucauld pour France 3.
- 2002 : Garonne, feuilleton d’été de 4 × 90 min, réalisé par Claude d’Anna pour France 2.
- 2002 : Aveugle, court-métrage de 16 min, réalisé par Jean-Marc Vervoort pour Canal + et France 3.
- 2002 : Ils ont filmé la guerre en couleurs : La Libération, documentaire de René Jean Bouyer pour France 2.
- 2002 : Le Miroir d’Alice (2 × 90 min), de Marc Rivière pour France 3.
- 2003 : Lagardère, série de 2 × 90 min, réalisée par Henry Helman pour France 2 et Canal +.
- 2003 : Lola, qui es-tu Lola ?, série de 10 × 45 min, réalisée par Eric Summer, Hervé Renouh et Michel Hassan pour France 2
- 2003 : Alerte danger immédiat, série de 6 × 52 min réalisée par Olivier Chavarot pour M6.
- 2003 : Bye Bye Apartheid, documentaire d’Olivier Meyrou réalisé pour Voyage.
- 2003 : Histoire de la Fiction Française, série documentaire de 6 × 52 min, réalisée par Patrick Jeudy pour France 5.
- 2003 : Gendarmes, série de 10 × 26 min, réalisée par Stéphane Krausz pour France 3.
- 2004 : Plus belle la vie (Saison 1) pour France 3.
- 2004 : D. Day, film documentaire de Richard Dale pour France 2, BBC et Prosieben.
- 2004 : La Bataille de l’Atlantique, film documentaire de René Jean Bouyer pour France 2.
- 2004 : Libye, la mémoire du désert, documentaire de Sébastien Achard pour France 5.
- 2004 : Un Maire, une Ville : Philippe Douste-Blazy, documentaire d’Emmanuel Descombes pour France 5.
- 2004 : Terre Humaine, lancement de la collection de documentaires réalisée par Michel Viotte et François Chayé pour France 5.

### Comme producteur à Tetra Media Studio[4]
- 2005 : Au-delà de l’infini, documentaire réalisé par Werner Herzog pour France 2
- 2005 : E=mc², documentaire réalisé par Gary Johnstone pour Arte
- 2005 : Un été sans soleil, documentaire réalisé par Elmar Bartlmae
- 2005 : Trois mariages ou presque, documentaire réalisé par Emmanuel Descombes
- 2005 : Toute la nuit ensemble, magazine en direct pour France 5
- 2006 : Un volcan sous la mer, documentaire (52 min) pour Arte
- 2006 : Les autres hommes, documentaire réalisé par Michel Viotte pour Arte
- 2006 : Le chœur des enfants, documentaire réalisé par Emmanuel Descombes pour France 2
- 2006 : Le Mystère Malraux, documentaire réalisé par René-Jean Bouyer pour France 3
- 2006 : Le centième anniversaire des Petits Chanteurs, magazine pour France 2 animé par Stéphane Bern
- 2006 : Repas de famille, magazine pour France 5
- 2006 : Sudokoo, divertissement pour France 2
- 2006 : Ça ne va pas durer, magazine pour France 5 présenté par Rebecca Manzoni
- 2007 : Hillary et Bill, documentaire réalisé par René-Jean Bouyer pour France 2 (90 min) et France 5 (2 × 50 min)
- 2007 : La Commune, série de 8 × 52 min écrite par Raouf Dafri et réalisée par Philippe Triboit pour Canal +
- 2008 : Sous le maquillage, documentaire réalisé par Emmanuel Descombes pour France 5
- 2008 : Les Enfants de la Lune, documentaire pour Al Jazeera Children et France 5
- 2009 : Domenica ou la diabolique de l’art, documentaire réalisé par Yvon Gerault et Jérémie Cuvillier pour France 5
- Depuis 2009 : Un village français, série de 66 × 52 min, créée par Frédéric Krivine, Philippe Triboit et Emmanuel Daucé, diffusée sur France 3
- Depuis 2009 : Profilage, série de 74 × 52 min créée par Fanny Robert et Sophie Lebarbier, diffusée sur TF1
- 2010 : New York Minute, websérie documentaire 6 × 10 min réalisée par Nicolas Venancio et Mathieu Rochet pour Arte.tv (nyminute.arte.tv)
- 2010 : La Nuit blanche, émission de 6 heures en direct (de minuit à 6 h), réalisée par David Montagne pour France 3 Ile-de-France
- 2010 : Inès de la Fressange, documentaire réalisé par Marin Montagut pour France 5
- Depuis 2011 : Entrée libre, magazine culturel animé par Claire Chazal
- 2011 : Maori, documentaire réalisé par Michel Viotte pour France 5, premier film de la collection Dialogues avec le Monde montée en partenariat avec le musée du Quai Branly-Jacques Chirac
- De 2012 à 2016 : Les Hommes de l'ombre, série de 18 × 52 min, créée par Dan Franck, Régis Lefebvre, Frédéric Tellier, Charline de Lépine et Emmanuel Daucé et diffusée sur France 2
- 2012 : Chamans, documentaire réalisé par Jean-Michel Corillion pour France 5
- 2013 : Kanak, documentaire réalisé par Julien Donada pour France 5
- 2013 : Monsieur de Funès, documentaire de 85 min réalisé pour Arte par Grégory Monro et Catherine Benazeth et co-produit avec Sylvie Elmidoro
- De 2013 à 2016 : Falco, série de 30 × 52 min pour TF1 (4 saisons)
- De 2014 à 2017 : Ce sera moi, magazine de 39 × 26 min pour Gulli
- 2014 : Dans l'espoir de se retrouver, magazine de 8 × 90 min pour Chérie 25
- 2014 : Tiki Pop, documentaire réalisé par Sylvain Bergère pour France 5
- 2015 : Bad Clown, collection de sketchs (52 × 3 min) pour Dailymotion
- 2016 : J'ai deux amours, documentaire réalisé par Jérémy Rozen pour France 5
- 2016 : Les amis de Boubi, collection de 40 comptines de 3 min pour France Télévisions
- 2016 : Irresponsable, série de 10 × 26 min de Frédéric Rosset pour OCS
- 2016 : Amnesia, série de 10 × 10 min de Jérôme Fansten pour Studio +

## Responsabilités associatives
- 2012 - 2017 : Coprésident du Festival Série Series de Fontainebleau aux côtés de Philippe Triboit et Nicole Jamet puis Hervé Hadmar et Anne Landois
- 2006 - 2016 : Vice-président de l’USPA (Union syndicale de la production audiovisuelle) [5]
- 2004 : Président de l’APA [6](Association pour la promotion de l’audiovisuel) organisatrice de Journée de la création TV au Sénat
- 2007 : Président du Festival international de télévision de Djerba : Djerba Tv Festival[7]
- 2002 – 2004 : Président de l’APF (Association des producteurs de fiction)
- 2003 – 2004 : Secrétaire national pour l’audiovisuel de l’UMP

## Autres activités
- 1996 – 1998 : Directeur de la collection Ramsay Cinéma
- Membre fondateur de l’AURA, le « Siècle Rhône-Alpes »

## Décorations et distinctions
- Chevalier de l’ordre national de Mérite
- Officier des Arts et Lettres ; chevalier du Mérite agricole ; médaille d’or de la Jeunesse et des Sports